# تنبيه بالاهتزاز

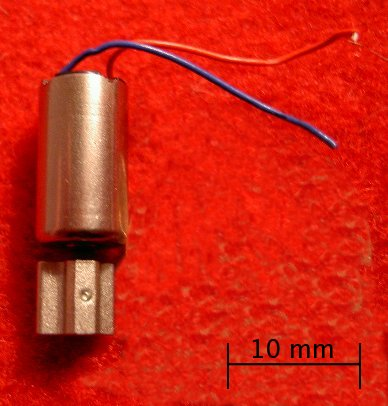
محرك التنبيه بالاهتزاز

التنبيه بالاهتزاز هو سمة من سمات أجهزة الأتصالات لتنبيه حامل الجهاز من اتصال وارد أو رسالة . وهو شائع بشكل خاص في الهواتف المحمولة وأجهزة الأنذار وعادة ما يرافق نغمة الرنين. وتم تزويد أغلب الهواتف المحمولة للقرن الواحد والعشرين بهزاز التنبيه، وكذلك الساعات الذكية.
ويعود سبب تواجد التنبيه بالاهتزاز بشكل رئيسي لتنبيه المستخدم في حال لم يستطع سماع نغمة الرنين لأسباب مختلفة منها تواجد المستخدم في بيئة صاخبة أو فقدان حاسة السمع، أو ربما يحتاج المستخدم لتنبيه أقل صخبا من نغمة الرنين في أماكن معينة، على سبيل المثال في أحد المسارح. عندما يكون الجهاز موضوعاً على سطح صلب، يكون صوت الاهتزاز أعلى من نغمة الرنين.
تنتج هذه الاهتزازات عن محرك كهربائي صغير موصول بوزن خارج المركز.